# إد تومسون (سياسي)
إد تومسون (بالإنجليزية: Ed Thompson)‏ هو سياسي أمريكي، ولد في 24 نوفمبر 1950. حزبياً، نشط في الحزب الجمهوري. وقد انتخب عضو مجلس نواب تكساس.